# Klopačka
Klopačka je dvoupatrová věžovitá hranolová renesančně-barokní stavba z roku 1681 v Banské Štiavnici.
Věž má šindelovou střechu, která je ukončena drobnou věžičkou se zvukovými otvory. Ve věži je umístěna přenosná dřevěná deska, na kterou se klepáním oznamoval horníkům čas fárání. Klepání se ozývalo i při svátečních příležitostech, hornických poradách, ale i při pohřbech a požárech.
V přízemí bylo v 18. a 19. století vězení pro horníky, které odsoudil báňský soud.